# SAE J1708
J1708是由國際汽車工程學會發布並維護的串列通訊標準，主要用於重型汽車電子系統中的電子控制器（ECU）之間的資料傳輸，標準採用RS485之通訊方式，但用不同的輸出電路以達到全雙工之目的；與開放式系統互聯模型（OSI模型）相比，J1708定義了實體層，常見運行在J1708標準上的協定為SAE J1587 和 SAE J1922。

## 特性
J1708使用與RS-485相同的收發器，然而J1708的串列輸出連接收發器之傳輸始能(DE)，而非傳輸輸入(DI)，因此需要在使能之前加上反相器。匯流排支持至少20個使用這些收發器的節點。J1708不使用RS-485所使用的總線端接電阻，而是以上拉電阻將線A維持在高電位，下拉電阻將線B維持在低電位。

## 通信
J1708可隨機存取匯流排，任何節點都可在需要時進行傳送。匯流排必須至少處於空閒模式一次匯流排存取時間後，才可進行存取。
如果同時有兩個封包傳送，在匯流排上發生衝突，則兩個節點都必須放棄此次傳送，取消傳送，然後等待至少一個存取時間後重新傳送。等待時間由優先級決定，高優先級的等待時間較短。

## 組成
每筆封包最多不超過21個字節，每個字節包含一個起始位、8個資料位、一個停止位，起始位為邏輯低電位，停止位反之，資料位由最低有效位LSB開始傳送。
每個封包由一個封包ID(MID)、n個數據、及一個校驗合組成，數據部分由上層標準規範(ex. J1587)。
(MID + 所有數據 + 校驗合) & 0xFF = 0

## 現狀
J1708雖仍被廣泛使用，但已漸漸被SAE J1939取代，而J1939是基於CAN BUS上的協定。